# KNVB beker 2002-2003
La KNVB beker 2002-2003 (chiamata Amstel Cup) fu l'ottantacinquesima edizione della Coppa dei Paesi Bassi di calcio.

## Fase a gruppi
Incontri giocati tra il 6 agosto e il 4 settembre 2002.
Group 1
| Team               | Pts |
| ------------------ | --- |
| 1. Young Ajax      | 7   |
| 2. AZ E            | 7   |
| 3. HVV Hollandia A | 1   |
| 4. VV Ter Leede A  | 1   |

Group 2
| Team              | Pts |
| ----------------- | --- |
| 1. FC Volendam 1  | 5   |
| 2. SV Huizen A    | 5   |
| 3. FC Hilversum A | 4   |
| 4. AFC A          | 1   |

Group 3
| Team                     | Pts |
| ------------------------ | --- |
| 1. Stormvogels Telstar 1 | 9   |
| 2. SV Argon A            | 4   |
| 3. Rijnsburgse Boys A    | 2   |
| 4. VV Noordwijk A        | 1   |

Group 4
| Team                  | Pts |
| --------------------- | --- |
| 1. ADO Den Haag 1     | 6   |
| 2. SVV Scheveningen A | 3   |
| 3. SV Deltasport A    | 0   |

Group 5
| Team                  | Pts |
| --------------------- | --- |
| 1. Sparta Rotterdam 1 | 9   |
| 2. HFC Haarlem 1      | 6   |
| 3. Zwart-Wit'28 A     | 3   |
| 4. VSV TONEGIDO A     | 0   |

Group 6
| Team                     | Pts |
| ------------------------ | --- |
| 1. Excelsior E           | 7   |
| 2. Excelsior Maassluis A | 5   |
| 3. SV Capelle A          | 4   |
| 4. FC Kranenburg A       | 0   |

Group 7
| Team                        | Pts |
| --------------------------- | --- |
| 1. TOP Oss 1                | 7   |
| 2. FC Dordrecht 1           | 6   |
| 3. RKSV UDI '19/Beter Bed A | 4   |
| 4. BVV Barendrecht A        | 0   |

Group 8
| Team                | Pts |
| ------------------- | --- |
| 1. RBC Roosendaal E | 9   |
| 2. HSV Hoek A       | 6   |
| 3. VV Baronie A     | 3   |
| 4. VV Kloetinge A   | 0   |

Group 9
| Team              | Pts |
| ----------------- | --- |
| 1. RKC Waalwijk E | 9   |
| 2. FC Eindhoven 1 | 4   |
| 3. SV TOP A       | 3   |
| 4. ASWH A         | 1   |

Group 10
| Team               | Pts |
| ------------------ | --- |
| 1. Helmond Sport 1 | 7   |
| 2. UNA A           | 6   |
| 3. FC Den Bosch 1  | 4   |
| 4. Geldrop/AEK A   | 0   |

Group 11
| Team                    | Pts |
| ----------------------- | --- |
| 1. VVV-Venlo 1          | 5   |
| 2. Schijndel/Bol Acc. A | 4   |
| 3. VV Gemert A          | 4   |
| 4. Fortuna Sittard 1    | 3   |

Group 12
| Team             | Pts |
| ---------------- | --- |
| 1. Roda JC E     | 9   |
| 2. MVV 1         | 4   |
| 3. SV Meerssen A | 3   |
| 4. EVV A         | 1   |

Group 13
| Team           | Pts |
| -------------- | --- |
| 1. NEC E       | 6   |
| 2. JVC Cuijk A | 3   |
| 3. GVVV A      | 0   |

Group 14
| Team                   | Pts |
| ---------------------- | --- |
| 1. De Graafschap E     | 7   |
| 2. De Treffers KERGO A | 5   |
| 3. VV de Bataven A     | 3   |
| 4. VV Bennekom A       | 1   |

Group 15
| Team                | Pts |
| ------------------- | --- |
| 1. Twente E         | 7   |
| 2. RKSV Babberich A | 5   |
| 3. HSC '21 A        | 4   |
| 4. SDC Putten A     | 0   |

Group 16
| Team                 | Pts |
| -------------------- | --- |
| 1. Heracles Almelo 1 | 9   |
| 2. AGOVV Apeldoorn A | 6   |
| 3. RKVV Stevo A      | 1   |
| 4. VV Be Quick '28 A | 1   |

Group 17
| Team               | Pts |
| ------------------ | --- |
| 1. Young Vitesse   | 9   |
| 2. FC Zwolle E     | 6   |
| 3. USV Elinkwijk A | 3   |
| 4. SV Spakenburg A | 0   |

Group 18
| Team                 | Pts |
| -------------------- | --- |
| 1. Go Ahead Eagles 1 | 9   |
| 2. FC Emmen 1        | 6   |
| 3. VV Hoogeveen A    | 3   |
| 4. VVOG A            | 0   |

Group 19
| Team                | Pts |
| ------------------- | --- |
| 1. Cambuur Leeuw. 1 | 6   |
| 2. SC Joure A       | 6   |
| 3. SV Urk A         | 6   |
| 4. SC Genemuiden A  | 0   |

Group 20
| Team               | Pts |
| ------------------ | --- |
| 1. Groningen E     | 7   |
| 2. BV Veendam 1    | 7   |
| 3. ACV A           | 3   |
| 4. VV Appingedam A | 0   |

 E Eredivisie; 1 Eerste Divisie; A Club dilettantistici 

## Fase a eliminazione diretta

### 1º turno
Incontri giocati il 5 e 6 novembre 2002
| Squadra 1           | Risultato       | Squadra 2        |
| ------------------- | --------------- | ---------------- |
| Zwolle              | 1 - 0 (dts)     | Helmond Sport    |
| Excelsior           | 1 - 0 (dts)     | Dordrecht        |
| De Graafschap       | 2 - 0           | Argon            |
| SC Joure            | 2 - 1           | Jong Vitesse     |
| NAC Breda           | 3 - 1           | Cambuur          |
| Haarlem             | 2 - 0           | Heracles Almelo  |
| UNA                 | 0 - 2           | RKC Waalwijk     |
| Emmen               | 0 - 1           | Groningen        |
| Willem II           | 2 - 1           | Twente           |
| ADO Den Haag        | 2 - 1 (dts)     | De Treffers      |
| SV Babberich        | 1 - 2           | Stormvogels      |
| VVV-Venlo           | 1 - 0           | Eindhoven        |
| Excelsior Maassluis | 2 - 3           | RBC Roosendaal   |
| Jong Ajax           | 3 - 2 (dts)     | SV Huizen        |
| HSV Hoek            | 1 - 2           | N.E.C.           |
| AGOVV               | 1 - 0 (dts)     | Volendam         |
| Veendam             | 0 - 5           | Roda JC          |
| MVV                 | 3 - 3 (5-4 dcr) | TOP Oss          |
| Schijndel/SBA Euro  | 2 - 3           | Sparta Rotterdam |
| Go Ahead Eagles     | 2 - 3           | AZ Alkmaar       |

### 2º turno
Giocati il 3 e 4 dicembre 2002.
| Squadra 1      | Risultato   | Squadra 2        |
| -------------- | ----------- | ---------------- |
| Excelsior      | 4 - 2       | Sparta Rotterdam |
| Haarlem        | 3 - 2       | MVV              |
| VVV-Venlo      | 1 - 2       | AGOVV            |
| Stormvogels    | 1 - 0       | AZ Alkmaar       |
| SC Joure       | 2 - 3       | Groningen        |
| Jong Ajax      | 2 - 1       | Willem II        |
| ADO Den Haag   | 2 - 1 (dts) | RKC Waalwijk     |
| Zwolle         | 1 - 4       | De Graafschap    |
| Roda JC        | 1 - 0       | N.E.C.           |
| RBC Roosendaal | 1 - 3       | NAC Breda        |

### Ottavi di finale
Giocati il 4 e 5 febbraio 2003
| Squadra 1     | Risultato | Squadra 2  |
| ------------- | --------- | ---------- |
| Vitesse       | 4 - 2     | NAC Breda  |
| Stormvogels   | 1 - 3     | Heerenveen |
| De Graafschap | 2 - 3     | Utrecht    |
| ADO Den Haag  | 0 - 3     | PSV        |
| Excelsior     | 4 - 2     | Jong Ajax  |
| Groningen     | 3 - 0     | Haarlem    |
| Feyenoord     | 6 - 1     | AGOVV      |
| Ajax          | 1 - 0     | Roda JC    |

### Quarti
Giocati il 4 e 5 marzo 2003.
| Squadra 1 | Risultato | Squadra 2  |
| --------- | --------- | ---------- |
| Excelsior | 1 - 3     | Utrecht    |
| PSV       | 2 - 1     | Heerenveen |
| Ajax      | 4 - 1     | Groningen  |
| Feyenoord | 3 - 1     | Vitesse    |

### Semifinali
Giocate il 15 e 16 aprile 2003.
| Squadra 1 | Risultato | Squadra 2 |
| --------- | --------- | --------- |
| Utrecht   | 2 - 1     | PSV       |
| Feyenoord | 1 - 0     | Ajax      |

### Finale
| Squadra 1 | Risultato | Squadra 2 |
| --------- | --------- | --------- |
| Utrecht   | 4 - 1     | Feyenoord |

| Arbitro: | Ruud Bosse |

|                                          |           |           |
| de Jong 39’ Gluscevic 49’, 57’ Kuijt 81’ | Marcatori | 73’ Kalou |

### Marcatori
- Robin van Persie (  Feyenoord ) : 5